# 她們的百萬元
《她們的百萬元》（100 Man'en no Onna-tachi），青野春秋創作的日本漫畫作品。於2015年11月至2016年9月間在小學館的青年漫畫雜誌《Big Comic Spirits》上連載。作品於2017年由Netflix和東京電視台聯合製作，改編成真人電視劇，由RADWIMPS的主唱野田洋次郎主演。

## 情節
道間慎是一個寂寂無名的小說家，有一天五個神秘女人突然闖入他的房子，說是收到入住邀請函。從此六個人住在同一所房子裡半年。女士們各有所愛，性格大相逕庭。白川美波，樣子兇惡，喜歡咖啡。塚本瞳喜歡紅茶、瑜伽和讀書。小林佑希彬彬有禮，喜歡焙茶。鈴村綠是個高中生，喜歡針葉櫻桃汁。開菜菜果是個超人氣女演員，喜歡喝牛奶。
這五名女性每月向慎支付100萬日圓的房租和生活費，這收費比正常高出約30倍。而她們在家裡有個規矩，禁止慎詢問女性關於她們的問題。慎在女人們的幫助和鼓勵下，開始有創作的靈感，當大家都認為慎的事業會開始有起色時，惡夢開始了。

## 人物
道間慎
演出：野田洋次郎
他是一位31歲的小說作家。他一心希望創作出暢銷書，但一直事與願違。他的小說作品經常受到評論家和家中的女生的批評和取笑，並指責他缺乏高品質的寫作。他的父親因謀殺三名受害者而被判死刑，案中死者包括慎的母親、母親的出軌出對象，以及一名在他們被殺後趕到現場的警察。因為父親的關係，慎每天都會在傳真機上收到匿名者寄來的指控訊息。

白川美波
演出：福島莉拉
家裡的裸體主義者。舉止神秘，偶爾有暴力傾向。 超豪華應召女郎俱樂部的老闆，有大量的人脈。美波將慎稱為「小說」。從小被親生父親性侵，以致從來沒有談過戀愛或接吻。有傳聞她在20歲時把雙親幹掉並不留痕跡。工作上有得力助手砂子的支援。

塚本瞳
演出：松井玲奈
瞳是著名的小說家荻江響的女兒，荻江響早於11年前去世。 父親留下的版權費足夠她一世衣食無憂，她平時喜歡看小說、做瑜伽和逗貓。她一開始對慎的小說很著迷，在長期的相處之下，對慎本人也開始著迷，當慎沒有注意到瞳微妙的暗示時，她常常感到憤怒和沮喪。

小林佑希
演出：我妻三輪子
她基本上都待在自己的房間裡。平時說話不多說話，但一開口基本會說出非常毒辣的話，她更表示不想跟笨蛋談話。在20歲就嫁给了一位超富有的老人，她以前是老人的女傭人，在富人突然的求婚下欣喜地接受。

鈴村綠
演出： 武田玲奈
17歲的女高中生。小綠三歲時被父母遺棄，在孤兒院長大。 被孤兒院的壓抑氛圍迫得喘不過氣來，隨著年齡的增長，綠開始做兼職工作，以擺脫孤兒院及其非常規規則的束縛。 她在搬進慎的房子之前買過一張彩票並中了十億日元，礙於未成年的她並不能兌換彩票，他只能叫哥哥神田武幫她兌換。從此以後她中獎的事一直被哥哥要挾，她不斷被勒索金錢。她似乎對慎有感覺。

開菜菜果
演出： 新木優子
開 菜菜果一位著名的女演員。她去到哪裡都是眾人的目光所在。她從小就開始了她演員的職業生涯，一開始時充滿熱誠，但慢慢就開始厭倦，並只想做自己想做的角色。平時笨手笨腳，愛喝牛奶。因為從小演戲都只能在椅子上小睡，長大後也習慣在椅子上睡覺，喜歡收集不同的椅子。

砂子
白川美波的得力助手。平時負責接送美波上下班。他的家其實是美波的隱藏辦公室，平時小姐們會在他家中待機，由他送到客人指定地方。

神田武
小綠是在孤兒院的哥哥，他是一個不良少年。當他得知小綠中了彩票後，就一直找小綠要錢。這種不斷的勒索讓小綠感到非常困擾。在一次獅子強求要一億日元的時候，小綠請求別人幫忙解決這個問題，美波的手下砂子駕車將他撞成重傷，但最終小綠心軟，決定放過並治療他。最後他在砂子手下工作。